# Diócesis de Barra do Garças
La diócesis de Barra do Garças (en latín: Dioecesis Barragartien(sis) y en portugués: Diocese de Barra do Garças) es una circunscripción eclesiástica latina de la Iglesia católica en Brasil, sufragánea de la arquidiócesis de Cuiabá. La diócesis tiene al obispo Protógenes José Luft, S.d. C. como su ordinario desde el 23 de mayo de 2001. 

## Territorio y organización
La diócesis tiene 70 930 km² y extiende su jurisdicción sobre los fieles católicos de rito latino residentes en 13 municipios del estado de Mato Grosso: Barra do Garças, Água Boa, Araguaiana, Araguainha, Canarana, Cocalinho, General Carneiro, Nova Nazaré, Nova Xavantina, Pontal do Araguaia, Ponte Branca, Ribeirãozinho y Torixoréu.
La sede de la diócesis se encuentra en la ciudad de Barra do Garças, en donde se halla la Catedral de Nuestra Señora de la Guía.
En 2018 en la diócesis existían 19 parroquias.

## Historia
La diócesis fue erigida el 27 de febrero de 1982 con la bula Cum in pastorali munere del papa Juan Pablo II, obteniendo el territorio de la diócesis de Guiratinga.
El 23 de diciembre de 1997 cedió una parte de su territorio para la erección de la prelatura territorial de Paranatinga (hoy diócesis de Primavera do Leste-Paranatinga) mediante la bula Ecclesia sancta del papa Juan Pablo II.
El 25 de junio de 2014 adquirió una parte del territorio de la suprimida diócesis de Guiratinga mediante la bula Ad totius dominici del papa Francisco.

## Estadísticas
De acuerdo al Anuario Pontificio 2019 la diócesis tenía a fines de 2018 un total de 95 127 fieles bautizados.
| Año                                                                             | Población            | Población | Población      | Sacerdotes | Sacerdotes    | Sacerdotes    | Bautizados por sacerdote | Diáconos permanentes | Religiosos | Religiosos | Parroquias |
| Año                                                                             | Bautizados católicos | Total     | % de católicos | Total      | Clero secular | Clero regular | Bautizados por sacerdote | Diáconos permanentes | Varones    | Mujeres    | Parroquias |
| ------------------------------------------------------------------------------- | -------------------- | --------- | -------------- | ---------- | ------------- | ------------- | ------------------------ | -------------------- | ---------- | ---------- | ---------- |
| 1990                                                                            | 116 000              | 127 000   | 91.3           | 19         | 2             | 17            | 6105                     | 2                    | 22         | 62         | 13         |
| 1999                                                                            | 143 900              | 177 000   | 81.3           | 22         | 4             | 18            | 6540                     | 1                    | 23         | 70         | 13         |
| 2000                                                                            | 150 700              | 185 220   | 81.4           | 19         | 4             | 15            | 7931                     | 1                    | 21         | 64         | 13         |
| 2002                                                                            | 95 958               | 144 243   | 66.5           | 16         | 2             | 14            | 5997                     | 9                    | 27         | 73         | 14         |
| 2003                                                                            | 85 094               | 121 563   | 70.0           | 18         | 3             | 15            | 4727                     |                      | 25         | 63         | 14         |
| 2004                                                                            | 98 222               | 122 778   | 80.0           | 17         | 3             | 14            | 5777                     |                      | 19         | 56         | 14         |
| 2006                                                                            | 145 549              | 186 349   | 78.1           | 19         | 4             | 15            | 7660                     |                      | 17         | 66         | 14         |
| 2012                                                                            | 159 500              | 204 000   | 78.2           | 18         | 4             | 14            | 8861                     |                      | 18         | 52         | 14         |
| 2014                                                                            | 124 000              | 155 000   | 80.0           | 30         | 23            | 7             | 4133                     |                      | 7          | 12         | 18         |
| 2015                                                                            | 91 138               | 146 857   | 62.1           | 24         | 6             | 18            | 3797                     |                      | 22         | 40         | 20         |
| 2018                                                                            | 95 127               | 154 520   | 61.6           | 23         | 3             | 20            | 4135                     |                      | 23         | 41         | 19         |
| Fuente: Catholic-Hierarchy, que a su vez toma los datos del Anuario Pontificio. |                      |           |                |            |               |               |                          |                      |            |            |            |

## Episcopologio
- Antônio Sarto, S.D.B. † (25 de marzo de 1982-23 de mayo de 2001 retirado)
- Protógenes José Luft, S.d. C., por sucesión el 23 de mayo de 2001